# Die Mandelkörbchen
Die Mandelkörbchen ist ein Märchen (AaTh 610). Es steht in Johann Wilhelm Wolfs Deutsche Hausmärchen an Stelle 32.

## Inhalt
Die zwei älteren Brüder zerbrechen Hacke und Axt beim Arbeiten und verzweifeln aus Angst vor dem Vater. Ein Greis bietet den drei Brüdern drei Wünsche. Der erste wünscht sich eine neue Hacke, der zweite eine schöne Frau, der Jüngste aber ein Schloss, dazu ein Garten mit Mandelbaum, wer davon isst, wird gesund. Sie ziehen alle zu ihm. Die Königstochter erkrankt, wer sie heilt, soll sie haben. Der Vater schickt den Ältesten mit einem Körbchen Mandeln hin. Unterwegs fragt ein graues Männchen, was darin ist, er sagt „Nichts“. Beim König ist das Körbchen leer und er kriegt Schläge. Ebenso geht es dem Zweiten. Der Jüngste ist offenherzig zum Männchen und erhält von ihm ein Pfeifchen. Die Tochter gesundet an den Mandeln. Der König aber lässt ihn noch ein Maß Hirse auflesen, einen Schlüssel aus dem Meer holen und 100 Schafe einen Monat auf einem Fleck weiden. Auf das Pfeifchen helfen ihm die Ameisen, die Fische, die Schafe tanzen gar. Er kriegt die Tochter, wird König und versorgt auch Vater und Brüder.

## Herkunft
Der Titel Die Mandelkörbchen ist bei Wolf nicht mit einem Sternchen (*) versehen, was laut seiner Vorrede anzeigt, dass er selbst den Text ausarbeitete. Er ähnelt etwas Grimms Die goldene Gans, Märchen von den heilenden Früchten (ATU 610) und ist locker erzählt: Die schöne Frau des zweiten Bruders, auch das Schloss des Jüngsten spielen weiter keine Rolle, nur eben der Mandelbaum. Graue Männchen sind bei Wolf oft hilfreich, hier gleich zweimal. Vgl. Der Hasenhirt. Hirse hat sehr kleine Körner, ein Maß davon ist vielleicht gut ein Liter. Vgl. dazu Grimms Die weiße Schlange, Die Bienenkönigin, Bechsteins Die verzauberte Prinzessin.